# André Baillon

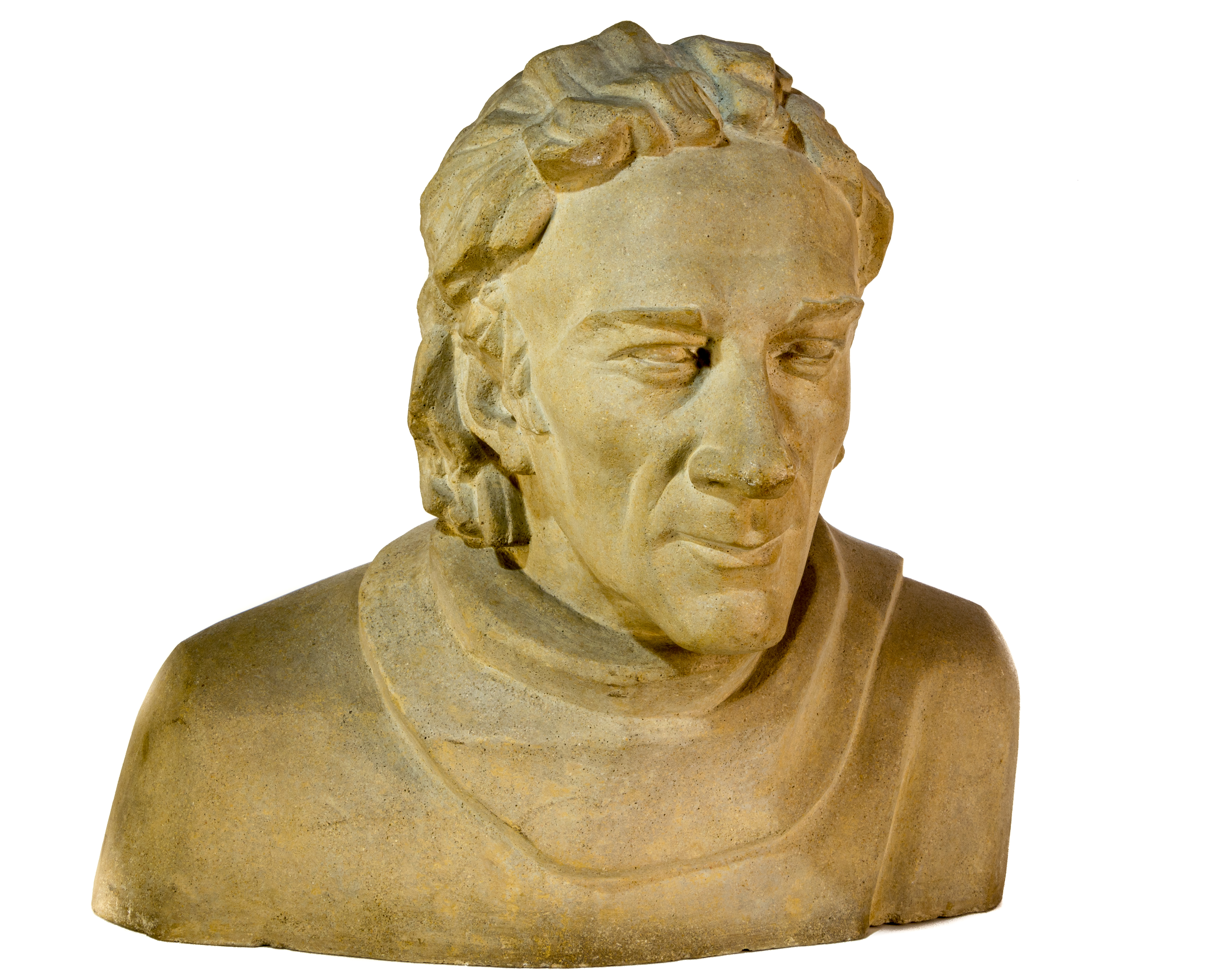
Baillon (von Adolphe Wansart)

André Baillon (* 27. April 1875 in Antwerpen; † 10. April 1932 in Marly-le-Roi) war ein frankophoner belgischer Schriftsteller.

## Leben und Werk
André Baillon war in Brüssel Redaktionssekretär einer Tageszeitung. 1920 ging er nach Paris und schrieb zehn Jahre lang jedes Jahr ein Buch (Romane, Erzählungen und Lebenserinnerungen). Seine Werke sind in Romanform das Protokoll der eigenen Geisteskrankheit, die ihn schließlich im Alter von 56 Jahren in den Freitod trieb. Diese Voraussetzung, die Puzzlestruktur der Erzählung und der gewählte Stil schwarzen Humors verleihen Baillons Büchern ein Alleinstellungsmerkmal. Berenboom spricht von einem „neuen, echten und gleichzeitig erschütternden Klang“ (son neuf, juste, et en même temps bouleversant).

## Werke (Auswahl)

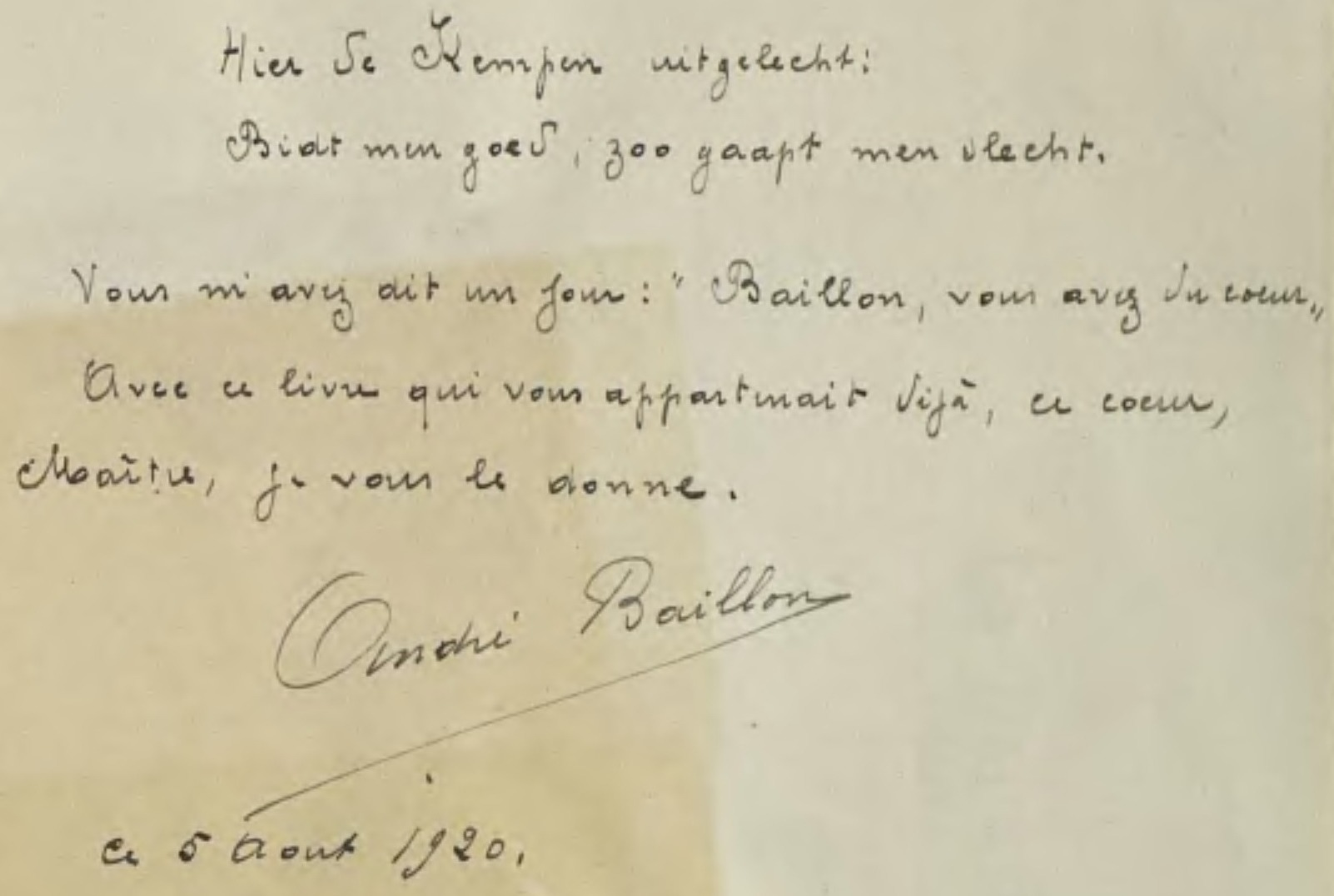
André Baillon. Eigenhändige Widmung in Moi, quelque part

- Moi, quelque part. Soupente, Brüssel 1920. (Vorwort von Georges Eekhoud)
- Histoire d’une Marie. Rieder, Paris 1921. Rencontres, Lausanne 1947. (Vorwort von Maurice Nadeau). Antoine, Brüssel 1977. (Vorwort von Hubert Juin) Labor, Brüssel 1997.
  - (deutsch) Die Geschichte einer Marie. Vorrede von Charles Vildrac. Herz, Wien 1924.
- En sabots. Rieder, Paris 1922. L’Ether Vague, Toulouse 1987. (Bearbeitung von Moi, quelque part)
  - (deutsch) In Holzschuhen. Herz, Wien 1924.
- Zonzon Pépette. Fille de Londres. Ferenczi, Paris 1923. Cent pages, Grenoble 2006.
  - (deutsch) Zonzon Pépette, das Straßenmädchen. Roman. Delta, Berlin 1931.
- Le Pot de fleurs. Nouvelle. Lumière, Antwerpen 1925.
- Un homme si simple. Rieder, Paris 1925. Labor, Brüssel 2002.
- Chalet I. Rieder, Paris 1926. Labor, Brüssel 2001.
- Délires. Nouvelles. La jeune Parque, Paris 1927. Renaissance du livre, Brüssel 2010.
- Le perce-oreille du Luxembourg. Rieder, Paris 1928. Actes Sud, Arles 1989.
- La vie est quotidienne. Rieder, Paris 1929. (Erzählungen)

### Erinnerungen
- Par fil spécial. Carnet d’un secrétaire de rédaction. Rieder, Paris 1924. Labor, Brüssel 1995.
- Le neveu de Mlle Autorité. Rieder, Paris 1930.
- Roseau. Rieder, Paris 1930.
- La pomme de pin. Matarasso, 1933.
- La dupe. La Renaissance du livre, Brüssel 1944.